# (51) Nemausa
(51) Nemausa – planetoida z pasa głównego planetoid okrążająca Słońce w ciągu 3 lat i 233 dni w średniej odległości 2,36 au. Została odkryta 22 stycznia 1858 roku przez Joseph Jean Pierre Laurenta. Nazwa planetoidy pochodzi od łacińskiej nazwy francuskiego miasta Nîmes, gdzie dokonano odkrycia.